# Међународна година склоништа за бескућнике
Међународну годину склоништа за бескућнике (енгл. International Year of Shelter for the Homeless) (IYSH) признале су Уједињене нације 1987. године. Први пут је, у принципу, проглашена у резолуцији УН 36/71  1981. године, а званично проглашена 1982. године у резолуцији 37/221.  Углавном је била усмерена на побољшање склоништа / стамбеног простора за сиромашне уопште (а не само за бескућнике), посебно у земљама у развоју. То је такође било наставак конференције Хабитат I 1976. године.

## Акције
Политичке власти, верске вође, јавно мњење препознају су да је ситуација у којој милиони људи немају адекватан смештај озбиљан проблем.
У неколико земаља су створене националне акције, као што је Аустралија која је основала Секретаријат IYSH, или Велика Британија где је створен труст за прикупљање донација од стамбених удружења за пројекте склоништа у земљама у развоју, при чему су неки пројекти делимично финансирани од стране Одељења за међународни развој. Труст је касније еволуирао у невладину организацију Homeless International (сада ради као Reall или Real Equity for All).

## Наслеђе
Светске награде Хабитат је креирао BSHF (Фонд за суботњу болницу у Бирмингему) као њихов допринос Међународној години склоништа за бескућнике (IYSH). Две друге награде је створило Јапанско стамбено удружење као награде заслужним стамбеним пројектима, IYSH Memorial Prize 1988. и IYSH Memorial Encouragement Prize 2006. 
| Број | Година | Меморијална награда                                    | Меморијална награда за подстицај             |
| ---- | ------ | ------------------------------------------------------ | -------------------------------------------- |
| 1    | 1988.  | Отац Jorge Anzorena                                    |                                              |
| 2    | 1989.  | Somsook Boonyabancha                                   |                                              |
| 3    | 1990.  | Arif Hasan и Сестра Annie Abion                        |                                              |
| 4    | 1991.  | Johan Silas и Enrique Ortiz                            |                                              |
| 5    | 1992.  | SPARC                                                  |                                              |
| 6    | 1993   | Слобода да се гради                                    |                                              |
| 7    | 1994.  | Народни дијалог Јужна Африка                           |                                              |
| 8    | 1995.  | Женска банка и фондација Pagtambayayong                |                                              |
| 9    | 1996.  |                                                        |                                              |
| 10   | 1997.  |                                                        |                                              |
| 11   | 1998.  |                                                        |                                              |
| 12   | 1999.  | Фондација за људска насеља (Тајланд)                   |                                              |
| 13   | 2000.  |                                                        |                                              |
| 14   | 2001.  | Севаната (Шри Ланка)                                   |                                              |
| 15   | 2002.  | Федерација становника колиба Намибија и АСАГ Ахмедабад |                                              |
| 16   | 2003.  |                                                        |                                              |
| 17   | 2004.  | Денис Марфи (организатор заједнице)                    |                                              |
| 18   | 2005.  |                                                        |                                              |
| 19   | 2006.  | Lumanti (Непал)                                        | TAO-Pilipinas (Филипини)                     |
| 20   | 2007.  |                                                        | Teofang Tnaut (Камбиџа)                      |
| 21   | 2008.  | Help-O (Шри Ланка)                                     | Ресурсни центар за урбани развој (Монголија) |
| 22   | 2009.  | Фонд за урбани сиромашни развој у Камбоџи              |                                              |
| 23   | 2010.  |                                                        |                                              |